# قرار مجلس الأمن التابع للأمم المتحدة رقم 1714
قرار مجلس الأمن التابع للأمم المتحدة رقم 1714، الذي تم تبنيه بالإجماع في 6 أكتوبر 2006، بعد التذكير بالقرارات السابقة بشأن الوضع في السودان، ولا سيما القرارات 1590 (2005)، 1627 (2005)، 1653 (2006)، 1653 (2006)، 1663 (2006)، 1679 (2006)، 1706 (2006) و1709 (2006)، مدد المجلس ولاية بعثة الأمم المتحدة في السودان حتى 30 أبريل 2007.

## القرار

### أعمال
قرر القرار 1714 تمديد ولاية بعثة الأمم المتحدة في السودان حتى نهاية أبريل 2007، بنية تجديدات أخرى. طُلب من الأمين العام كوفي عنان تقديم تقرير كل ثلاثة أشهر عن تنفيذ ولاية البعثة.
وأخيراً، دعا جميع الأطراف في اتفاقيات السلام والأمن ذات الصلة في السودان إلى التنفيذ الكامل لتلك الاتفاقات.

## روابط خارجية
- نص القرار في undocs.org